# Tagma (vojaška enota)
Tagma (grško starogrško τάγμα [tágma]) je bila vojaška enota velikosti bataljona ali polka  (500-1500 mož). Naziv se napogosteje nanaša na elitne enote, ki jih je ustanovil bizantinski cesar Konstantin V. Kopronim (vladal 741 – 775) in so od 8.-11. stoletja tvorili jedro armade Bizantinskega cesarstva.

## Zgodovina in vloga
Izraz tagma (iz grškega τάσσειν [tássein] – postaviti v vrsto, urediti) se je uporabljal  že v  4. stoletju za pehotni bataljon z 200-400 vojaki, ki se je v takratni poznorimski  armadi imenoval tudi  bandum ali numerus (latinsko) ali arithmos (grško). V tem smislu se uporablja tudi v sodobni grški armadi. 

### Cesarski gardisti (8.-10. stoletje)
V Bizantinskem cesarstvu se je naziv tagma začel uporabljati za stalne  profesionalne vojaške enote, stacionirane v Konstantinoplu in njegovi okolici. Večina enot je se je razvila iz cesarskih stražarskih enot poznega Rimskega cesarstva. V 7. stoletju se je velikost tagem zmanjšala. Postale so malo večje  paradne enote, s katerimi so se cesarji  težko soočali s pogostimi upori novih močnih   tematskih enot, zlasti v maloazijski Obsikijski temi, ki je bila najbliže prestolnici. V prvih šestdesetih letih od ustanovitve je bilo tam kar pet uporov, ki so dosegli višek v uporu leta  741-743, v katerem je njihov poveljnik comes Artabazd uzurpiral  bizantinski prestol.
Po zatrtju upora je cesar Konstantin V. (vladal 741–775) reformiral  stare  konstantinopelske stražarske  enote  v nove tagmatske polke,  ki  so tvorili jedro profesionalne in cesarju zveste armade, namenjene obrambi pred upori v provincah in podpori njegovi ikonoklastični politiki. Tagme so bile izključno konjeniške enote s stalnimi bazami in mnogo bolj mobilne od tematskih enot. V defenzivnem obdobju Bizantinskega cesarstva v 8. in 9. stoletju so bile tagme strateške rezervne enote, stacionirane v prestolnici in okoliških regijah, na primer v Trakiji in Bitiniji.  Na vojnih pohodih so tvorile jedro cesarske armade, okrepljene s provincijskimi naborniškimi tematskimi enotami, ki so bile  sicer namenjene predvsem lokalni obrambi. 
Podobno kot njihove poznorimske predhodnice so tudi tagme služile za rekrutiranje in  promoviranje mladih častnikov.  Kariera v tagmi je lahko vodila do visokih poveljniških položajev v provincijskih tematskih enotah ali visokih dvornih položajev, ki so mladim častnikom dajali obetavno priložnost za vzbujanje cesarjeve pozornosti. Častniki v tagmah so prihajali predvsem iz relativno dobro stoječe urbane aristokracije in birokracije ali iz zemljiške aristokracije anatolskih tem, ki je vedno bolj obvladovala visoke častniške položaje v državi. Tagme so bile kljub temu na splošno državna vojaška ustanova,  ki je nižjim slojem prebivalstva omogočala vzpon na družbeni lestvici.
Na višku v 9. in zgodnjem 10. stoletju je imelo cesarstvo štiri prave tagme:
- Sholi ali sholaji  (iz grškega Σχολαί [sholaí], šole) so bili najelitnejša tagma, podrejena neposredno  cesarju in neposredna naslednica cesarske garde, ki jo je ustanovil Konstantin I. (vladal  306–337). Izraz scholárioi (σχολάριοι), ki se je v ožjem smislu nanašal samo na sholaje, se je uporabljal tudi bolj splošno  za vse pripadnike tagem.[6]

- Ekskubiti ali ekskubitorji (latinsko Excubiti, grško  Ἐξκούβιτοι [ekskúbitoi], stražarji), katere je ustanovil cesar Leon I.  (vladal 457–474).

- Aritme (Ἀριθμός [arithmós], številke) ali vigle (bίγλα [vígla],  iz latinskega vigla, straža) je v 780. letih iz tematske enote  ustanovila cesarica Irena Atenska (vladala 797-802). Iz starinskih nazivov njihovih častnikov je razvidno, da so obstajali že dolgo pred tem.[11] Polk je na vojnih pohodih opravljal posebne naloge, prenašal cesarjeve ukaze in stražil vojne ujetnike.[12]

- Hikanate (Ἱκανάτοι [hikanátoi], sposobni)  je leta 810 ustanovil cesar Nikefor I. (vladal 802–811). [6]

Druge enote, sorodne tagmam, katere so pogosto prištevali k tagmam, so bile:
- Numeri  (Νούμεροι [númeroi], iz latinskega numerus, število) je bila konstantinopelska vojaška enota, v katero je bil verjetno vključen polk teihistov (Τειχισταί) ali tōn Teicheōn  (τῶν Τειχέων  [tón teicheón], z obzidja) s konstantinopelskega obzidja.[6] Enota je nastala verjetno že v 4. ali 5.  stoletju.[13]

- Optimati  ( Ὀπτιμάτοι [optimátoi] iz latinskega optimates,  najboljši) so bili ustanovljeni kot elitna borbena enota, vendar so se v 8. stoletju  pretvorili v pomožno enoto, odgovorno za pratež.[14] Za razliko od drugih tagem so bili nastanjeni  izven Konstantinopla in tesno povezani z Optimatsko temo na maloazijski obali  nasproti  Konstantinopla, ki  je obsegala severno Bitinijo. Poveljujoči domestik je bil hkrati guverner Optimatske teme.[15]

Nekateri virih k tagmam prištevajo tudi centralno cesarsko ladjevje (βασιλικόν πλώιμον [basilikon plōimon]) in heterijo (Ἑταιρεία, tovariši, spremljevalci), ki je bila sestavljana iz najemniških enot v cesarski skužbi. Razdeljena je bila na veliko, srednjo in malo heterijo, katerim so poveljevali hetarhi. 
Zaradi nenatančnosti in nejasnosti redkih primarnih virov (vojaški priročniki, seznami položajev in arabski zapisi, predvsem iz 9. stoletja), ki se nanašajo na tagme,  je veliko razprav glede obsega in sestave cesarskih tagem. Zapisi arabskih geografov Ibn Hardadbega in Kudamaha so nekoliko dvoumni, vendar kažejo, da so tagme štele 24.000 mož. Znanstveniki, kot sta  John Bagnell Bury in John Haldon, menijo, da je posamezna tagma štela 1.000-1.500 mož. Drugi, med njimi Warren Treadgold in (delno) Friedhelm Winkelmann, so iz seznamov položajev v Kletorologiju ocenili, da so štele po 4.000 mož. Za optimate in numere je izrecno navedeno, da so šteli po 4.000 mož.
Vse tagmatske enote so bile organizirane na enakih načelih. Poveljevali so jim domestiki, razen aritmom, kateri je poveljeval drungarij. Pomagala sta jim eden do dva častnika, topotereta (nameščenec, pribočnik), ki sta poveljevala vsak svoji polovici enote. Za razliko od tematskih enot v tagmah ni bilo vmesnih poveljniških  položajev  (turmarhi, hiliarhi in pentakosiarhi), dokler ni Leon VI. okoli leta  902 uvedel drungarijev. Največja podenota tagme je bila banda (bandon), ki ji je poveljeval komes. Pri ekskubitorjih se je imenoval skribon, pri numerih in obzidnih enotah pa tribun. Banda je bila razdeljena na čete, katerim so  poveljevali kentarhi,  pri ekskubitorjih drakonariji, pri numerih in obzidnih enotah pa vikarji (vikarios). Na čelu tagme sholarijev je bil domestik šol, ki je postajal vedno bolj vpliven in na koncu 10. stoletja  postal najvišji častnik v bizantinski armadi.
Struktura tagme sholaji v 9. stoletju (po Treadgoldu): 
| Častnik (število) | Enota      | Podrejeni | Podenota    |
| ----------------- | ---------- | --------- | ----------- |
| Domestikos (1)    | Tagma      | 4.000     | 20 band     |
| Topoteter (1/2)   |            | 2.000     | 10 band     |
| Komes (20)        | banda      | 200       | 5 kentarhij |
| Kentarh (40)      | kentarhija | 40        |             |

Poleg pribočnikov so bili v tagmi tudi hartularij (χαρτουλάριος [hartulários], tajnik, sekretar), protomandator (πρωτομανδάτωρ, glavni glasnik), štirideset zastavonoš (βανδοφόροι  [bandofóroi]) z različnimi čini in naslovi in štirideset mandatorjev – glasnikov, kar znese 4.125 mož. Na pohodu je imel vsak tagmatski konjenik svojega slugo.
V naslednji preglednici je prikazan razvoj teoretične velikosti vseh cesarskih tagmatskih enot (po Warrenu Treadgodu):
| Leto   | 745    | 810    | 842    | 959    | 970    | 976    | 1025   |
| ------ | ------ | ------ | ------ | ------ | ------ | ------ | ------ |
| Skupaj | 18,000 | 22.000 | 24.000 | 28.000 | 32.000 | 36.000 | 42.000 |

Ko se je Bizantinsko cesarstvo v 10. stoletju odločilo, da bo ponovno oosvojilo svoja izgubljena ozemlja,  so tagme postale bolj aktivne in so pogosto opravljale svoje garnizijske dolžnosti v provincah ali celo na novo osvojenih ozemljih. Poleg starejših enot so se oblikovale številne nove specializirane enote, ki so ustrezale zahtevam bolj agresivnega načina vojskovanja. Mihael II. (vladal  820-829) je ustanovil  kratkotrajne tesarakontarije, posebno pomorsko enoto, ki je dobila ime po svojih visokih plačah (40 nomizem). Ivan I. Cimisk (vladal 969-976) je ustanovil enoto težke konjenice  - katafrakte in jih po starih perzijskih enotah  imenoval atanatoi – neumrljivi. Katafrakte je v poznem 11. stoletju ponovno uvedel Mihael VII. Dukas (vladal 1071-1078). Druge podobne enote so bili stratelati, ki jih prav tako ustanovil Ivan Cimisk, kratkotrajni satrapi v 970. letih, megatimi v 1040. letih  ter  arhantopuli in vestiariji Alekseja I. Komnena (vladal  1081–1118)  Veliko novih tagem je bilo sestavljenih iz tujcev, na primer maniakalati, ki jih je Jurij Manijak sestavil iz Frankov v Italiji. Najbolj znana tagma je bila najemniška varjaška straža (Τάγμα τῶν Βαραγγίων [tágma ton Varragíon]), ki jo je ustanovil Bazilij II. (vladal 976-1025) in  je štela 6.000 mož.
Med vladavino Bazilija II. se je začela globoka preobrazba bizantinskega vojaškega sistema. Sredi 10. stoletja se je zaradi zmanjšanja obsega tematske vojske in zahtev nove ofenzivne strategije na vzhodni fronti povečalo število provincijskih tagem, profesionalnih stalnih enot, organiziranih po vzoru cesarskih tagem. Velike zmage na vzhodu v 960. letih je omogočila ustanovitev večjega števila manjših tem, v katerih so bile nameščene profesionalne enote, združene pod lokalnimi poveljniki z naslovom doux ali katepanō. 
Takšna strategija je bila učinkovita proti majhnim lokalnim grožnjam, hkratno zanemarjanje tematskih sil pa je zmanjšalo sposobnost države, da se učinkovito odzove na večje invazije po preboju obmejnega obrambnega pasu. Upadanje obsega občasne tematske vojske in povečana odvisnost od velikega števila stalnih enot, tako naborniških kot plačancev, ni temeljilo samo na večji učinkovitosti slednjih in bolj ofenzivni državni politiki, ampak tudi na njihovi večji zanesljivosti v primerjavi s tematskimi vojaki, ki so po dolgem bivanju na istem mestu vzpostavili lokalne vezi. Nove tagme, rekrutirane  iz večjih tematskih enot, so štele verjetno 1.000 mož, tiste iz manjših tematskih enot pa približno 500.
Posledično so v 11. stoletju razlike  med cesarskimi in provincijskimi silami v veliki meri izginile. Izraz tagma se je začel uporabljati za vse stalno nastanjene polke, njihovo regionalno poreklo  in identiteta pa sta se začela odražati tudi v njihovih imenih. Približno po letu 1050 so se, podobno kot tematske enote, začele osipati tudi tagmatske in se po vojaških katastrofah v zadnji tretjini 11. stoletja zdesetkale. Po letu 1100 so se od starih gardnih tegem v komnenski armadi ohranili smo varjagi, vestiariji, heterija in vardarioti. V komnenski vojski v 12. stoletju je izraz tagma dobil nespecifičen  pomen »vojaška enota«.